# Lena Holfve
Lena Margareta Holfve, född 8 mars 1953 i Brännkyrka, död 28 juni 2024,  var en svensk författare. 
Hon var sommarvärd 28 juni 1988 i P1:s "Sommar" och ständigt uppmärksammad för sina samhällsanalytiska böcker men slutade skriva i princip 1990. Lena Holfve var en av regeringens ambassadörer för kvinnors företagande under 2009-2010.